# Rebecca of Sunnybrook Farm (film 1932)
Rebecca of Sunnybrook Farm è un film del 1932 diretto da Alfred Santell. Ispirato al romanzo di Kate Douglas Wiggin: Rebecca of Sunnybrook Farm.

## Produzione
Le riprese del film, prodotto dalla Fox Film Corporation, durarono dal 15 aprile all'inizio di giugno 1932.

## Distribuzione
Il copyright del film, richiesto dalla Fox Film Corp., fu registrato il 14 giugno 1932 con il numero LP3110.
Distribuito dalla Fox Film Corporation, il film uscì nelle sale cinematografiche USA il 3 luglio 1932. In Brasile, il film prese il titolo Sonho de Moça.